# Universidad de Las Tunas
La Universidad de Las Tunas (ULT) perteneciente al Ministerio de Educación Superior de la República de Cuba, es una institución de educación superior de carácter público que se encuentra al servicio de los ideales de la Revolución Cubana, caracterizada por el reconocimiento del valor del estudio y la investigación. La universidad ofrece servicios académicos de pregrado y posgrado a estudiantes nacionales y extranjeros de diversas carreras, así como a empresas y organismos. Para ello cuenta con un claustro altamente especializado en las labores científicas, investigativas, docentes y metodológicas, en condiciones de aceptar y responder los desafíos que impone el desarrollo creciente de la humanidad.

## Historia
El 8 de octubre de 1974, se crea la Unidad Docente adscripta a la Filial Universidad de Holguín, dando inicio a los estudios superiores, en las carreras de Licenciatura en Economía y Derecho, las Ingenierías Mecánica y Agronómica, las especialidades pedagógicas (Matemática, Biología, Español e Historia y posteriormente Geografía y Física).
En 1976 pasan las carreras pedagógicas para el Instituto Superior Pedagógico de Manzanillo y en ese propio año la Filial Universitaria de Holguín adquiere la Categoría de Centro Universitario, por lo que se reconoce la Unidad Docente como Filial Universitaria de Las Tunas.
En el curso 1982-1983 se traslada la subordinación de la Filial Universitaria de Las Tunas a la Universidad de Camagüey. En 1987 se inicia el Curso Regular Diurno, en las carreras de Agronomía y Contabilidad y Finanzas.
El  31 de marzo de 1992, el Comité Ejecutivo del Consejo de Ministros en el Acuerdo segundo, aprobó la integración de la Filial Universitaria de Las Tunas, adscripta a la Universidad de Camagüey y la Filial de Cultura Física de Las Tunas, adscripta al Instituto Superior de Cultura Física “Manuel Fajardo”, denominándose en lo adelante, Facultad Independiente de Las Tunas.
El 3 de septiembre del 2001, por decisión del país, todas las FCF pasaron a ser atendidas directamente por el INDER, aunque se siguió compartiendo  una misma instalación y el aseguramiento material financiero siguió siendo responsabilidad del MES.
El 15 de mayo de 1995, se aprobó la transformación de la Facultad Independiente de Las Tunas, en Centro Universitario de Las Tunas por Resolución Ministerial 95/ 95, dictada por Dr. Fernando Vecino Alegret, Ministro de Educación Superior; atendiendo al desarrollo alcanzado y la diversidad de carreras que el centro atiende.
El 25 de enero de 2010, se aprueba trasformación del Centro Universitario de Las Tunas, en Universidad de Las Tunas “Vladimir Ilich Lenin”, adscrita al Ministerio de Educación Superior, mediante el acuerdo n.º 6767, adoptado por el Comité Ejecutivo del Consejo de Ministros.
A partir de los resultados del experimento de integración de la Educación Superior en Artemisa, Mayabeque y la Isla de la Juventud, en su primer año de aplicación, se aprobó por la Comisión Permanente para la Implementación y Desarrollo (CPID) en documento con RS: 5866-D, la integración  de la Facultad de Cultura Física de la provincia de Las Tunas a la universidad donde funcionaba y estaban fusionadas desde el punto de vista económico, este proceso culmina el 30 de octubre de 2013.
Luego, mediante Acuerdo N.º  7749, de fecha 2 de agosto de 2014, adoptado por el  Comité  Ejecutivo   del Consejo  de Ministros, se fusionaron los Centros de Educación Superior de la provincia de Las Tunas siguientes: Universidad de Ciencias Pedagógicas “Pepito Tey” adscripta al Ministerio de Educación y la Universidad  “Vladimir  Ilich Lenin” adscripta al Ministerio de Educación Superior, las que se integran en la hoy Unidad  Presupuestada Universidad de Las Tunas, adscripta al Ministerio de Educación Superior. La nueva universidad se constituye oficialmente el 2 de septiembre de 2015.
MISIÓN:
Formar profesionales de manera integral y continua, con un claustro competente y comprometido con los principios de la Revolución, sobre la base del desarrollo de la ciencia y la innovación  tecnológica, para lograr alta pertinencia  territorial y nacional.
VISIÓN HASTA EL AÑO 2020:
```
   Se acredita la institución a través de un incremento sustancial de la calidad de los procesos.
   Se consolida la calidad de la modalidad semipresencial en los CUM y la sede central.
   Hay un incremento sostenible en la formación de doctores.
   Se incrementan sosteniblemente las categorías docentes superiores.
   Se desarrollan doctorados curriculares propios.
   El  Centro se declara autorizado en la formación doctoral en las Ciencias Agrícolas.
   Hay reconocimiento  nacional de la  Ciencia y la  Innovación Tecnológica.
   Se perfecciona el trabajo con la reserva de cuadros y todos los cuadros promovidos cumplen con los requisitos.
   Mayor satisfacción de estudiantes y profesores por  el número y las prestaciones de las PC.
   Las instalaciones, recursos y medios, tienen los requerimientos para una actividad universitaria óptima de alto reconocimiento
   La informatización de los procesos sustantivos contribuye a elevar la calidad de la gestión universitaria en la defensa de la obra de la Revolución.
   Se mantiene la condición Listo para la  Defensa en la Tercera Etapa.
   Se logra el incremento de la eficiencia académica.
   Se fortalece sostenidamente la labor educativa y política ideológica en la formación integral de los estudiantes.
   Se incrementan los ingresos en CUP y CUC como resultado de los servicios científicos técnicos y académicos.
   Se incrementa notablemente el nivel de satisfacción de los estudiantes con el desarrollo de los procesos sustantivos.
   Se consolidan y amplían los proyectos extensionistas, los que contribuyen a elevar la  cultura general de la comunidad universitaria y del entorno social.
```

Su OBJETO SOCIAL es prestar servicios académicos de pregrado, posgrado, cursos especializados, inscripción de eventos, consultorías, proyectos, valoraciones, aplicaciones, servicios científico-técnicos y profesionales, de transferencia de tecnologías y  asistencia técnica, así como comercializar los resultados de la ciencia, la técnica e innovación.
Su CONSEJO DE DIRECCIÓN está integrado por:
Rectora: M.Sc. Aurora del Carmen Ramos de las Heras
Vicerrectora Primera: Dra.C. Yoenia Virgen Barbán Sarduy
Vicerrector: Dr.C. Víctor Manuel Cortina Bover
Director general I: M.Sc. Rolando Rojas Girbau.
Director general II: M.Sc. Alexander Pozo Campos
Director general III: M.Sc. María Isabel Sosa Cervantes

Composición del claustro
Categorías Docentes 	 
Total de docentes por categorías
Profesor Titular 	74
Profesor Auxiliar 	329
Profesor Asistente 	326
Profesor Instructor 	223
Auxiliar Técnico Docente 	38
Total 	995
Potencial científico y académico
Potencial científico 	Total
Dr.C. 	110
Potencial académico 	 
MSc. 	552
Total 	662
Programas académicos acreditados
```
   Maestría en Dirección
   Maestría en Educación
   Maestría en Desarrollo Cultural Comunitario
   Maestría en Ciencias Agrícolas
   Doctorado en Ciencias Pedagógicas
```

Líneas de investigación
```
   Agricultura sostenible y desarrollo rural.
   Formación medioambiental.
   La informatización e informática en la toma de decisiones.
   Fuentes renovables de energía y eficiencia energética en procesos industriales.
   Perfeccionamiento de la gestión de procesos universitarios.
   Administración y dirección de formas estatales y no estatales y gestión económica financiera.
   Tecnologías educativas.
   Formación integral de niños, adolescentes y jóvenes.
   Formación vocacional en carreras determinantes para el desarrollo local.
   Gestión sociocultural comunitaria para el desarrollo local.
   Deporte de alto rendimiento, calidad de vida y bienestar humano.
```

Servicios que se ofertan
```
   Doctorados
   Maestrías
   Diplomados, talleres, cursos
   Programas de tutorías, asesorías y pasantías académicas
   Redes académicas internacionales
   Proyectos de investigación
   Actividades extracurriculares
   Eventos nacionales e internacionales
   Revista Did@scalia
   Revista Opuntia Brava
   Editorial Académica Universitaria (Edacun)
```

Carreras Acreditadas
```
   AGRONOMÍA con la misión de formar a profesionales encargados de la producción agrícola, aptos para dar solución integral a los complejos problemas existentes en las unidades básicas productivas.
   LOGOPEDÍA con la misión de formar a profesionales especializadosen estimular el desarrollo del lenguaje en la primera infancia y la atención logopédica integral en niños, adolescentes y jóvenes con trastornos del lenguaje y la comunicación.
   PEDAGOGÍA-PSICOLOGÍA con la misión de formar a profesionales para ejercer la docencia, desarrollar funciones de orientación a educadores, educandos, familia y miembros de la comunidad; la asesoría a directivos y profesores así como las relacionadas con la investigación en materia educativa.
   CULTURA FÍSICA con la misión de formar a profesionales encargados de desarrollar actividades físicas, deportivas y recreativas con fines profilácticos y terapéuticos dirigidas al mejoramiento de la salud y la calidad de vida de la población.
   GESTIÓN SOCIOCULTURAL PARA EL DESARROLLO con la misión de formar a profesionales  encargadosde promover, animar, gestionar la identidad cultural y e enriquecimiento espiritual de las personas además de investigar socioculturalmente los territorios y comunidades.
   COMUNICACIÓN SOCIAL.
```

## Organización
La universidad posee 5 facultades:
- Facultad de Ciencias Técnicas y Agropecuarias[1]

- Facultad de Ciencias Económicas[1]

- Facultad de Ciencias de la Educación[1]

- Facultad de Ciencias Sociales y Humanísticas[1]

- Facultad de Cultura Física[1]